# NEVER GONNA STOP/THAT GIRL
「NEVER GONNA STOP / THAT GIRL」（ネバー・ゴナ・ストップ / ザット・ガール）は、日本のヒップホップMC・AK-69が、Kalassy Nikoff名義で発売した1作目のシングル。

## 概要
これまでのB-ninjahとのコラボ作品や他アーティストとの客演を経て発売された、AK-69のソロデビュー・シングル。シングルとしては唯一Kalassy Nikoff名義で発売された。

## 収録曲
1. NEVER GONNA STOP
  - 作詞：Kalassy Nikoff
  - 作曲：DJ PMX
2. THAT GIRL (Single Version)
  - 作詞：Kalassy Nikoff
  - 作曲：G-Conqueror
3. NEVER GONNA STOP -Instrumental-
4. THAT GIRL (Single Version) -Instrumental-

## 収録アルバム
- PAINT THE WORLD (#1,2)
- BEST OF REDSTA (#1)